# Cataratas de Kongou
Cataratas de Kongou (también llamada las Cataratas Koungou) son unas cataratas grandes de 2 a 3 millas de ancho, situadas en el parque nacional de Ivindo en el este del país africano de Gabón. Forman parte del río Ivindo y tienen una altura total de 56 metros. Ocupan un lugar destacado en la exitosa película «La leyenda de Tarzán» (2016), filmada parcialmente dentro del Parque Nacional de Ivindo.
Tiene fama de ser una de las cascada más bellas de África Central. Esta parte del río Ivindo es un importante centro de biodiversidad de peces. Las cataratas se encuentran dentro de un parque nacional creado en 2002 para proteger, entre otras cosas este hermoso y biológicamente más diverso tramo del río.